# Якубовський Петро Іванович
Петро Іванович Якубовський (29 червня 1935, місто Сороки, тепер Молдова — ?) — молдавський радянський діяч, голова Державного комітету Молдавської РСР із праці, завідувач промислово-транспортного відділу ЦК КП Молдавії. Член ЦК КП Молдавії в 1971—1986 роках. Депутат Верховної Ради Молдавської РСР 8—11-го скликань.

## Біографія
Народився в родині робітника.
У 1958 році закінчив Московський інститут механізації та електрифікації сільського господарства.
У 1958—1963 роках — інженер із технічного нагляду «Сільенерго» Молдавської РСР; майстер, старший майстер, начальник електролабораторії, директор електромереж, головний інженер Центральних електромереж «Молдголовенерго».
Член КПРС з 1962 року.
У 1963—1967 роках — заступник начальника Головного управління енергетики та електрифікації при Раді міністрів Молдавської РСР.
У 1967—1969 роках — слухач Вищої партійної школи при ЦК КПРС.
У 1969 році — інспектор відділу організаційно-партійної роботи ЦК КП Молдавії.
У 1969—1970 роках — заступник завідувача промислово-транспортного відділу ЦК КП Молдавії.
У 1970—1973 роках — 1-й секретар Бельцького міського комітету КП Молдавії.
У 1973—1977 роках — завідувач промислово-транспортного відділу ЦК КП Молдавії.
7 січня 1977 — 21 липня 1988 року — голова Державного комітету Молдавської РСР із праці. 21 липня 1988 — 24 травня 1990 року — голова Державного комітету Молдавської РСР із праці та соціальних питань.
Подальша доля невідома.

## Нагороди
- орден Жовтневої Революції
- орден Трудового Червоного Прапора
- медалі